# Rami Hamadeh
Rami Hamadeh (23 de março de 1994) é um futebolista profissional palestino que atua como goleiro.

## Carreira
Rami Hamadeh representou a Seleção Palestina de Futebol na Copa da Ásia de 2015.